# پی‌اس‌آر بی۱۲۵۹–۶۳

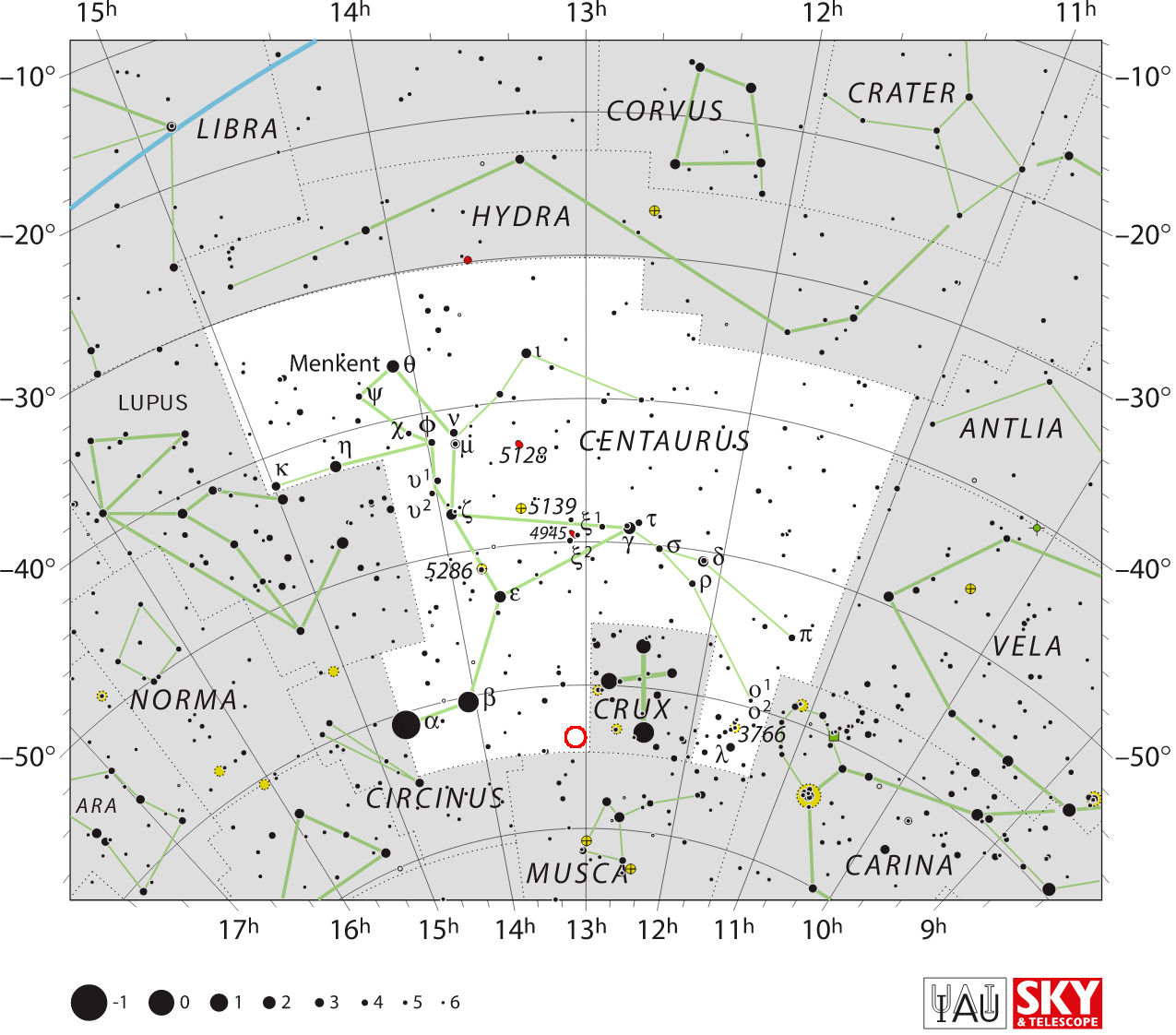
نمایی از محل قرارگیری ستارهٔ پی‌اس‌آر بی۱۲۵۹-۶۳ در منظومهٔ خورشیدی (دایره قرمز) – ۲۰۲۱

پی‌اس‌آر بی۱۲۵۹-۶۳ یک ستاره است که در صورت فلکی چلیپا قرار دارد.